# ワンス・アポン・ア・タイム (テレビドラマ)
『ワンス・アポン・ア・タイム』（原題：Once Upon a Time）は、アメリカ合衆国のファンタジー・テレビドラマで、ABC系列で、2011年10月23日に放送開始となった。物語はメイン州の架空の海沿いの街、ストーリーブルックで繰り広げられ、住人たちはいろいろなおとぎ話の登場人物たちで強力な呪いにより記憶を失い現実世界で暮らしている。各エピソードはストーリーブルックでの出来事と呪いの前に起こった出来事という2つの視点で進められる。放送枠は日曜20:00 - 21:00時（東部標準時）。
ディズニーの映画や人気の西洋のおとぎ話の要素やキャラクターが使われている。ヘンゼルとグレーテル、ルンペルシュティルツヒェン、赤ずきん、王子と乞食、オズの魔法使い、白雪姫、ピーター・パン、101匹わんちゃん、王様の剣、ロビン・フッド、リトル・マーメイド、美女と野獣、ムーラン、メリダとおそろしの森、アナと雪の女王など。
クリエイターは、『LOST』『トロン: レガシー』のアダム・ホロウィッツとエドワード・キッツィスで、この2人が製作総指揮・ショーランナーを務める。スピンオフ『ワンス・アポン・ア・タイム・イン・ワンダーランド』も放送された。2016年3月3日、シーズン6への更新が決定した。
日本ではシーズン1がNHK BSプレミアムで2013年9月19日より放送され、2014年9月25日よりシーズン2、2015年10月14日よりシーズン3が放送された。2016年4月6日よりシーズン4が放送された。シーズン1では、スペシャル・サポーターの中川翔子が日本版エンディングテーマを歌った。

## 概要
本作のタイトルに使われている「once upon a time」というフレーズは「むかし、ある時」という意味で、日本語の昔話の冒頭における「むかし、むかし」という常套句に相当する。本作は、現代のアメリカ合衆国メイン州の小さな海辺の街ストーリーブルック（Storybrooke）を舞台に、自分たちの素性を忘れて暮らしているおとぎ話のキャラクターたちを描く。登場するのは『白雪姫』『赤ずきん』『ピノッキオの冒険』などのキャラクターたちで、彼らは元々、魔法の森（the Enchanted Forest）の住人だった。しかし、悪い女王レジーナ（ラナ・パリーヤ）がルンペルシュティルツキン（ロバート・カーライル）から伝授された呪いの魔法を用い、白雪姫たちを魔法もハッピーエンドもない恐ろしい世界、すなわち現実世界に転送してしまったという設定である。
ウォルト・ディズニー・カンパニー傘下のABCスタジオが製作し、やはりディズニー傘下のABC系列で放送されており、ディズニープリンセス、白馬の王子、フェアリー、魔法のランプ、お菓子の家などが実写で登場し、特撮やCG合成も駆使されている。『ピノッキオの冒険』（『ピノキオの冒険』）のジミニー・クリケット、『白雪姫』の7人の小人の名前などは、ディズニー版に準拠している。白雪姫が剣を振るったり妊娠したりするなど、本作独自の設定もあるが、ディズニーのブランド・イメージ管理部門から苦情は出ていないという。その他、『不思議の国のアリス』や『フランケンシュタイン』の要素も含まれている。女性キャラクターが強いという特徴もある。
各エピソードは、特定のキャラクターに焦点を当て、現実世界における物語と、おとぎの世界（魔法の森）におけるフラッシュバック・ストーリーが『LOST』のように交互に展開し、現実世界におけるバックストーリー（エマの過去など）も随所に挿入されている。さらに第2シーズンでは、レジーナの呪いの影響を免れた者たちの、おとぎの世界におけるその後の物語や、おとぎの世界と現実世界のクロスオーバーも描かれる。また、レジーナや白雪姫らとは異なる世界から現実世界に来た者たちもいることが明らかになる。
本作のショーランナーを務めるアダム・ホロウィッツとエドワード・キッツィスは『フェリシティの青春』『LOST』の脚本陣にいた。本作を立ち上げる際、J・J・エイブラムス、カールトン・キューズ、デイモン・リンデロフと頻繁に連絡を取り、ショーランナーとしてのノウハウを教示してもらったという。特にリンデロフは、クレジットはされていないが企画に大きく貢献している。なお、本作には『LOST』に関わる引喩やアイテムもしばしば登場する。
ディズニー作品や『LOST』へのオマージュについてはen:Once Upon a Time (TV series)#Cultural referencesを参照。

## 放送

### アメリカ合衆国
本作はアメリカ合衆国のABC系列にて、2011年10月23日に放送開始となった。アメリカ合衆国のテレビシーズンは9月開始だが、本作は遅めだったために製作時間に僅かながら余裕が得られ、9月の新番組ラッシュを抜けた視聴者にも新たな期待を持たせることができた。
2012年5月10日、第2シーズン製作が正式発表された。同9月30日、第2シーズンが放送開始となった。
2013年5月10日、ABCは本作の第3シーズンおよびスピンオフ番組『ワンス・アポン・ア・タイム・イン・ワンダーランド』を同秋より放送すると発表した。本作は日曜枠で継続、『ワンス・アポン・ア・タイム・イン・ワンダーランド』は木曜枠で放送されている。なお、『ワンス・アポン・ア・タイム・イン・ワンダーランド』は1シーズン限りで完結し、2014年4月3日に最終話が放送された。
2013年5月12日、第2シーズン最終話が放送された。
第3シーズンは2013年9月29日に放送開始となった。秋に前半11話が放送された後に一時休止を挟んで2014年春に後半11話が放送される編成になっている。
| Season | Season | 話 数 | 初回放送日     | 初回放送日     | DVD/Blu-ray発売日 | DVD/Blu-ray発売日 | DVD/Blu-ray発売日 |
| Season | Season | 話 数 | シーズン第1話  | シーズン最終話 | リージョン1       | リージョン2       | リージョン4       |
| ------ | ------ | ----- | -------------- | -------------- | ----------------- | ----------------- | ----------------- |
|        | 1      | 22    | 2011年10月23日 | 2012年5月13日  | 2012年8月28日     | 2012年10月31日    | 2012年10月17日    |
|        | 2      | 22    | 2012年9月30日  | 2013年5月12日  | 2013年8月13日     | 2013年11月18日    | 2013年10月16日    |
|        | 3      | 22    | 2013年9月29日  | 2014年5月11日  | 2014年8月19日     | 2014年10月20日    | N/A               |
|        | 4      | 23    | 2014年9月28日  | 2015年5月10日  | N/A               | N/A               | N/A               |
|        | 5      | 23    | 2015年9月27日  | 2016年5月15日  | N/A               | N/A               | N/A               |
|        | 6      | 22    | 2016年9月25日  | 2017年5月14日  | N/A               | N/A               | N/A               |
|        | 7      | 22    | 2017年10月6日  | 2018年5月18日  | N/A               | N/A               | N/A               |

### 日本
日本では2013年9月19日よりNHK BSプレミアムで放送開始。中川翔子が歌唱する日本版独自のエンディングテーマ「Once Upon a Time -キボウノウタ-」が使用された。また、本編の放送開始に先駆け、中川と関根勤が出演する特別番組「魔法の国のミステリー 『ワンス・アポン・ア・タイム』の秘密」がNHK BSプレミアムで9月12日、総合テレビで9月16日に放送された。さらに、日本語版では『ワンスの扉』というミニ番組が第1話から第5話までのドラマ本編の前後に挿入され、速水もこみちがワンスの案内人として解説を行った。YouTubeのSony Music (Japan) 公式チャンネルではダイジェスト映像も公開されている。ディズニーグループのBSテレビ局であるDlifeでも2014年10月1日から第一シーズンが放送された。DlifeではNHKで放送された二カ国版に加え、英語音声の字幕版も別番組として放送された。2016年2月から第二シーズンが放送される。
なお、スペシャル・サポーターでもある中川翔子は、本作を「こんなに盛りだくさんでギュウギュウ詰めな、楽しみてんこ盛りな作品というのは、10年に一度の大彗星レベル」のドラマだと評している。
シーズン5以降のNHK、Dlifeを含むテレビ放送は未定。

## DVD/配信
ウォルト・ディズニー・ジャパンより発売。
| Season | Season | 話数 | タイトル                                            | 品番      | 発売日/配信日  | 備考 |
| ------ | ------ | ---- | --------------------------------------------------- | --------- | -------------- | --- |
|        | 1      | 22   | ワンス・アポン・ア・タイム シーズン1 コンパクトBOX  | VWDS-6121 | 2015年8月5日   | DVD 音声：ドルビーデジタル 英語5.1ch、日本語2.0ch、字幕：日本語字幕、英語字幕、日本語吹替用字幕、カラー/16:9LB/ビスタサイズ 配信媒体 Disney+/Prime Video/ Google Play/J:COMオンデマンド/ ビデオマーケット/Lemino/ クランクイン！ビデオ/ TELASA/DMM TV |
|        | 2      | 22   | ワンス・アポン・ア・タイム シーズン2 コンパクトBOX  | VWDS-6491 | 2017年6月21日  | DVD 音声：ドルビーデジタル 英語5.1ch、日本語2.0ch、字幕：日本語字幕、英語字幕、日本語吹替用字幕、カラー/16:9LB/ビスタサイズ 配信媒体 Disney+/Prime Video/ Google Play/J:COMオンデマンド/ ビデオマーケット/Lemino/ クランクイン！ビデオ/ TELASA/DMM TV |
|        | 3      | 22   | ワンス・アポン・ア・タイム シーズン3 コンパクトBOX  | VWDS-6757 | 2018年11月21日 | DVD 音声：ドルビーデジタル 英語5.1ch、日本語2.0ch、字幕：日本語字幕、英語字幕、日本語吹替用字幕、カラー/16:9LB/ビスタサイズ 配信媒体 Disney+/Prime Video/ Google Play/J:COMオンデマンド/ ビデオマーケット/Lemino/ クランクイン！ビデオ/ TELASA/DMM TV |
|        | 4      | 23   | ワンス・アポン・ア・タイム シーズン4 コンパクトBOX  | VWDS-6871 | 2019年8月2日   | DVD 音声：ドルビーデジタル 英語5.1ch、日本語2.0ch、字幕：日本語字幕、英語字幕、日本語吹替用字幕、カラー/16:9LB/ビスタサイズ 配信媒体 Disney+/Prime Video/ Google Play/J:COMオンデマンド/ ビデオマーケット/Lemino/ クランクイン！ビデオ/ TELASA/DMM TV |
|        | 5      | 23   | ワンス・アポン・ア・タイム シーズン5 コンパクト BOX | VWDS-7002 | 2020年5月20日  | DVD 音声：ドルビーデジタル 英語5.1ch、日本語2.0ch、字幕：日本語字幕、英語字幕、日本語吹替用字幕、カラー/16:9LB/ビスタサイズ 配信媒体 Disney+/Prime Video/ Google Play/J:COMオンデマンド/ ビデオマーケット/Lemino/ クランクイン！ビデオ/ TELASA/DMM TV |
|        | 6      | 22   | デジタル配信                                        | -         | 2022年2月2日   | 配信媒体 Disney+/Prime Video/ Google Play/J:COMオンデマンド/ ビデオマーケット/Lemino/ クランクイン！ビデオ/ TELASA/DMM TV |
|        | 7      | 22   | デジタル配信                                        | -         | 2022年6月8日   | 配信媒体 Disney+/Prime Video/ Google Play/J:COMオンデマンド/ ビデオマーケット/Lemino/ クランクイン！ビデオ/ TELASA/DMM TV |

Amazonプライム・ビデオなどの動画配信では字幕版が視聴可能。また、2020年6月から提供を開始したディズニーグループの定額制動画配信サービス「Disney+」でも見放題作品に追加する形でシーズン毎に順次配信され、2021年2月19日に追加されたシーズン6と7をもって、全話の配信が完了した。その後一定期間配信を終了していたが2022年5月現在再び全シリーズの配信が開始された。

## あらすじ

### 第1シーズンのあらすじ
おとぎの世界の魔法の森。悪い女王が白雪姫とプリンス・チャーミングの結婚式に現れ、「皆に呪いをかけてやるわ。ハッピーエンドはあたしだけのものになるのよ」と宣言する。やがて、呪いの魔法が発動し、ほとんどの者は現実世界に飛ばされ、普通の人間として暮らすようになる。
28年後。マサチューセッツ州ボストン。孤児として育ったエマ・スワンは誕生日を1人で祝っていた。そこに、10年前に生んだ自分の息子だと名乗るヘンリー少年が訪れる。ヘンリーは大きな絵本を見せ、そこに書かれている”おとぎ話”は実際の出来事だと主張する。自分の養母は悪い女王で、魔法の森の住人たちに呪いをかけ、この世界のストーリーブルックという街に飛ばして本来の記憶も奪ったというのである。ヘンリーの学校のメアリー・マーガレット・ブランチャード先生は実は白雪姫、病院で昏睡している身元不明患者の正体はプリンス・チャーミングであり、その娘であるエマこそ、呪いを解くことができる救世主らしい。
そんな話を信じられるわけがないが、エマはともかく、ヘンリーをメイン州ストーリーブルックの養母のもとに送り届ける。街の時計台の針が8:15を指したままずっと止まっているが、ヘンリーによると、それはストーリーブルックの住人たちが時間の流れから隔離されているためであり、彼らは街を離れることさえできないという。
エマはすぐにボストンに帰るつもりでいたが、養母レジーナとの関係がギクシャクしているヘンリーに「1週間だけいてほしい」と懇願され、ホテルにチェックインする。すると、時計台の針が動き出し、コオロギが鳴き始め、レジーナの庭で赤々と実っていたリンゴが腐り出す。エマの存在が呪いの効果を弱らせているのである。
レジーナはストーリーブルックの町長として君臨しており、ほとんど誰も逆らえない。悪い女王として白雪姫を目の敵にしていたように、ストーリーブルックでもメアリー・マーガレットを陥れようと謀る。
レジーナが唯一苦手としているのは街一番の金持ち、ミスター・ゴールドである。ゴールドはおとぎの世界ではルンペルシュティルツキン、別名”闇の王”として知られていた悪の大魔法使いで、呪いの魔法を編み出した張本人だった。彼は、おとぎの世界でも現実世界でもさまざまな取引を行い、大きな代償を要求する。
やがて、新しい保安官として街に根を下ろすことになったエマは、次第にヘンリーやメアリー・マーガレットとの絆を深めるとともに、”おとぎ話”が真実だと信じざるを得ない出来事を次々と体験・目撃するようになる。
そして、ついに呪いが解かれ、住民たちの記憶が回復する。

### 第2シーズンのあらすじ
呪いが解かれるとともに、ストーリーブルックでは魔法が使えるようになる。
エマとメアリー・マーガレットは、おとぎの世界に飛ばされてオーロラ姫やムーランとともに旅をする。現実世界へのポータルを開くため、巨人の国で魔法の豆を入手するが、大魔女コーラとフック船長に奪われてしまう。しかし、ヘンリーのために良い母親になろうと努力するレジーナの協力により、別のポータルを通ってストーリブルックに戻ることに成功する。
大魔女コーラはレジーナの母で、おとぎの世界では仲違いしており、一度はレジーナによって不思議の国に追放されていた。だが、そこでハートの女王となったコーラは、レジーナが刺客として送ったフックを逆に丸め込み、魔法の森に戻ってその一部を凍結させ、レジーナの呪いを回避していたのである。そして今、魔法の豆とフックの帆船を使い、ストーリーブルックに乗り込むことにしたのだった。
おとぎの国からコーラとともにやって来たフックは、ゴールドを殺そうと付け狙う。ゴールドことルンペルシュティルツキンこそ、彼の左手を奪った”ワニ”だからである。
ゴールドはニューヨークに行き、呪い発動以前に現実世界に来ていた息子ベイと再会する。しかも、ベイはエマのかつての恋人ニール、すなわちヘンリーの実父だったことがわかる。
ストーリーブルックは本来、おとぎの世界から来た者（エマ含む）とヘンリー以外には見えなかったが、呪いが解けたことにより誰でも入り込めるようになった。そして、魔法を悪しき物と看做す外界者たちがフックを雇い、レジーナが保険として持っていたリセット装置を奪って起動させ、ストーリーブルックを消滅させようと謀る。しかし、ストーリーブルックの消滅とともにおとぎの世界から来た者たちも全員消滅することになると悟ったフックは心変わりし、街の消滅を防ぐためにエマたちに協力する。
「自分たちが消滅したら、ヘンリーは孤児になってしまう」という思いから、それまで対立していたエマとレジーナが力を合わせ、ストーリーブルックの消滅をどうにか回避する。だが、そのいざこざの最中にニールは瀕死の重傷を負ったままおとぎの世界に飛ばされ、またヘンリーもネバーランドに連れ去られてしまう。
ヘンリーを救うため、エマ、白雪姫、チャーミング、レジーナ、そしてゴールドは、フック船長の帆船”ジョリー・ロジャー”号で出発する。

### 第3シーズンのあらすじ
第2シーズンに登場した、ストーリーブルックを消滅させようとする外界者のボスはピーター・パン（ロビー・ケイ）であった。彼は自身の命のため、「真に信ずるものの心臓」を手に入れようとしてヘンリー・ミルズを誘拐したのだった。さらにこのピーター・パンはルンペルシュティルツキンの父親であったことが判明し、息子を捨てることで若さを手に入れたのだった。
エマ、白雪、チャーミング、レジーナ、ルンペルシュティルツキンはヘンリー救出のためネバーランドへ向かい、人魚のアリエルや、妖精のティンカー・ベルの力を借りながらピーター・パンを追い詰め、ヘンリーを助け出す。しかしピーター・パンは封じ込められる直前の一瞬を利用してヘンリーと入れ替わり、ストーリーブルックに新たな呪いをかけようとする。ピーター・パンが生き残っていることを知ったルンペルシュティルツキンは捨て身の行動で、ピーター・パンと自らまでも死に追いやる。しかしピーター・パンの呪いは消えておらず、この呪いを防ぐために、レジーナがかけた元の呪いを解くこととなる。元の呪いの影響を受けていないエマ、ヘンリーがニューヨークへと逃れた後、呪いを解き住人たちは魔法の森へと戻った。
1年後、魔法やストーリーブルックの存在を忘れたエマとヘンリーはニューヨークで生活していた。そこへ突然フック船長が、両親の危機だと言いながら訪問する。エマはフック船長の記憶もなくしているので、最初は追い返そうとするが、フック船長が記憶を取り戻す薬をエマに飲ませたため、エマはストーリーブルックに帰ることを決意する。そこでは住民たちがエマと別れてからの1年間の記憶を失い、さらに白雪姫は妊娠をしていた。過去の出来事を探っていくうちに、これらの出来事には西の悪い魔女ことゼリーナ（レベッカ・メイダー）が深く関わっていることが明らかとなる。彼女はニールを利用してルンペルシュティルツキンを生き返らせて手下につけ、妹であるレジーナを恨み過去を変えようと企んでいた。そして白雪や悪い女王が西の魔女ゼリーナを倒すために呪いをつくりだしたが、ゼリーナに記憶を失う魔法を呪いにかけたため、住人たちは皆記憶を失っていたのだった。
ゼリーナが過去へのポータルを完成させた時、レジーナは善の力を使って姉のゼリーナを倒す。しかしゼリーナはこの時死なずに過去へのポータルを開き、エマとフック船長がこれに巻き込まれ、過去である白雪姫とチャーミング王子の初対面の場面に移動してしまう。この時、両親の出会いを邪魔してしまったため、歴史を直すために奮闘する。ルンペルシュティルツキンの助けを借りながら、無事歴史を元通りにしたが、その際ロビン・フッドの妻であるマリアンと、壺に閉じ込められていたエルサをストーリーブルックに持ち帰ってしまう。

### 第4シーズンのあらすじ
前シーズンのタイムトラベルの影響でエルサが過去の魔法の森から現在のストーリーブルックにやってくる。エルサは妹のアナをメインキャラクターとともに探していく中で、過去のアナと魔法の森の住民の何人かが会っていたことが明らかになる。さらにストーリーブルックには、エルサの過去を知る雪の女王イングリッドが住んでいた。しかし雪の女王の存在をエルサは覚えていなかった。イングリッドは、妹に裏切られたことがトラウマで、自分と同じような人を探して「家族」になろうとしていたのだった。彼女はエマを家族にするため、魔法使いの弟子の協力を借りて現実世界を訪れ、愛する人の一番悪いところしか見えなくなる「割れ鏡の魔法」を作り上げた。しかしエルサのペンダントの魔法によって呼びだされたアナとクリストフと共に海岸に流れ着いた、イングリッドの妹であるゲルダの手紙を読んで心変わりしたイングリッドは、自らを死に追いやることで魔法の効力を消した。
その頃ルンペルシュティルツキンは、ゼリーナに操られたことがトラウマとなっており、フック船長を利用して短剣の呪縛から逃れようとしていた。過去に魔法使いの弟子から奪った帽子を利用し、妖精たちを吸い込んだ。しかしまだ力が必要なため、エマの力を得ようとするが、儀式を行おうとした直前でベルたちに止められ、ルンペルシュティルツキンはストーリーブルックから追い出される。
そこでルンペルシュティルツキンはクルエラ、マレフィセント、アースラの協力を得て、おとぎの本の作者を探し、ヒーローとヴィランズの立場を逆転させようとした。レジーナはヘンリーと共に同じくおとぎ話の本の作者を探し、ハッピーエンドを得ようとしていた。作者のアイザックは本のページの中に閉じ込められており、作者を解放すると様々な人がそれぞれの思惑を持って作者を追う。最終的に作者はルンペルシュティルツキンの要求を飲み、自身がヒーローとなる物語を書かせる。作者が物語を書き終わると、ヘンリーを除く住人が消え、アイザックはベストセラー作家になっていた。ヘンリーは物語の世界に入り、囚われていたエマと共に物語を元に戻す。アイザックは作者でなくなり、ヘンリーが新たに作者になるが、ヘンリーはそれを放棄する。元の世界に戻ると、ルンペルシュティルツキンの心が闇に覆われようとしていた。そして闇の力は暴走し、エマの体内に入り込んでしまった。

### 第5シーズンのあらすじ
第5シーズンは2015年5月7日に制作発表され、2015年9月27日に放送開始した。2パートで構成されており、前半を2015年9月から12月、後半を2016年3月から5月まで放送した。第5シーズンではすべてを破壊してしまうような闇の力からエマを解放するべくソーサラー・マーリンを探しにキャメロットを訪れることになる。とある目的のためアーサー王は、エクスカリバーで光と闇のバランスを永久に変えようとした。望まぬ結果によりキャラクターたちはやり残した魂たちがいるハデスに支配された黄泉の国に行くこととなる。また、レジーナを悪い女王の分離やジキルとハイドの出現により光と闇の戦争へと進んでいくのであった。死後の世界・黄泉の国が舞台というこで、これまで死亡した数々のキャラクター達が再出演しているのもこのシーズンの大きな特徴。

### 第6シーズンのあらすじ
第6シーズンは2016年3月3日に制作発表され、2016年9月25日に放送開始した。キャラクター達はハイドや悪い女王たちの脅威に脅かされたり、エマは救世主としての数奇な運命によりアラジンについて知っていくことになる。光と闇の戦争はついにブラックフェアリーが出現したことにより最終決戦を迎え、さらなる呪いがストーリーブルックを襲う。

### 第7シーズンのあらすじ
一部を除きメインキャストを一新。これまでのレギュラーキャラクターはゲストとして登場する。大人になったヘンリー・ミルズを中心に、シーズン6より数年後のシアトルを舞台に新たな呪いをめぐる戦いが繰り広げられる。前レギュラーから続投のレジーナとルンペルシュティルツキンが物語の主軸となり、シアトルから始まった物語はやがて全ての原点、ストーリーブルックへと帰結する。

## 登場人物
全7シーズンという長期シリーズだが、取り上げる人物やエピソードが多種に渡り、しかも順番が無造作な為に、メインキャスト以外のキャラクターの出入りが非常に激しいのも今作の特徴。重要人物が突然フェードアウトしたり、長期間を開けて忘れた頃に再登場したりが頻繁に発生する。
※括弧内は日本語吹替。
- ジニファー・グッドウィン - 白雪姫 / メアリー・マーガレット・ブランチャード（メイン シーズン 1–6; ゲスト シーズン 7）[47][48]（小林沙苗）
- ジェニファー・モリソン - エマ・スワン（メイン シーズン 1–6; ゲスト シーズン 7）[47][48][49]（北西純子）
- ラナ・パリーヤ - 悪い女王 / レジーナ・ミルズ / ロニ（メイン シーズン 1–7）[47][50]（深見梨加）
- ジョシュ・ダラス - チャーミング王子[51] / デヴィッド・ノーラン（メイン シーズン 1–6; ゲスト シーズン 7）[47][48]（花輪英司）
- ジャレッド・S・ギルモア - ヘンリー・ミルズ（メインシーズン 1–6 ゲストシーズン 7 ）[48][52]（末本眞央）
- ラファエル・スバージ - ジミニー・クリケット / アーチー・ホッパー （メイン シーズン 1; リカーリング シーズン 2–3、6）
- ジェイミー・ドーナン - ザ・ハンツマン / グレアム・ハンバート保安官（メイン シーズン 1）
- ロバート・カーライル - ルンペルシュティルツキン / ”ワニ” / ”野獣” / ミスター・ゴールド[47] / ウィーバー（メイン シーズン 1–7）（家中宏）
- アイオン・ベイリー - ピノキオ / オーガスト・W・ブース（メイン シーズン 1; リカーリング シーズン 2、4、6）
- エミリー・デ・レイヴィン - ベル / レイシー（メイン シーズン 2–6; リカーリング シーズン 1; ゲスト シーズン 7）[47][48][53]
- ミーガン・オリー - 赤ずきん /人狼 / ルビー （メイン シーズン 2; リカーリング シーズン 1、3、5）[54]
- コリン・オドナヒュー - キリアン・ジョーンズ / フック / ロジャー  (メイン シーズン 2–7)[47]
- マイケル・レイモンド＝ジェームズ - ベイルファイア / ニール・キャシディ（メイン シーズン 3; リカーリング シーズン 2）
- マイケル・ソーチャ - ウィル・スカーレット / ハートのジャック（メイン シーズン 4）
- レベッカ・メイダー - ゼリーナ /西の悪い魔女（メイン シーズン 5–6; リカーリング シーズン 3–4、7）[47][55][56]
- ショーン・マグワイア - ロビン・フッド（メイン シーズン 5; リカーリング シーズン 3–4、6）[47][55]
- アンドリュー・J・ウェスト - ヘンリー・ミルズ（メイン シーズン 7）
- ダニア・ラミレス - シンデレラ / ジャシンダ（メイン シーズン 7）
- ガブリエル・アンウォー - トレメイン夫人 / ヴィクトリア・ベルフリー（メイン シーズン 7）
- アリソン・フェルナンデス - ルーシー (メイン シーズン 7)

## 製作

### 原案・企画
アダム・ホロウィッツとエドワード・キッツィスが本作の基本設定を思いついたのは『フェリシティの青春』の仕事をしていた頃またはその直後だが、テレビネットワークへの売り込みは失敗に終わり、『LOST』の終了まで保留となった。
ホロウィッツとキッツィスは『LOST』での経験から、物語に大切なのは視点だと学び、視聴者に感情移入してもらうためにどうすべきかを模索し、キャラクターが自分の過去を乗り越える様を描くべきだと判断した。すなわち、単に「呪いを解く」というより、各キャラクターの成長や、彼らがストーリーブルックに来る過程で失ったり奪われたりしたものを描く物語が作られることになった。おとぎ話のキャラクターといえども、普通の人間としての感情や生活を持つ。
『LOST』の共同クリエイター、デイモン・リンデロフがコンサルタント（公式クレジット無し）として本作の設定作りに参加しており、その貢献度の高さからホロウィッツとキッツィスに「godfather」と呼ばれている。
なお、ホロウィッツとキッツィスは他作品も含めて共同脚本としてクレジットされているが、実際、大学2年生の時から常に同じ部屋でアイデアを出し合いながら書いているという。

### 構成・テーマ
視聴者がすでに知っている物語との差別化を明確にするため、パイロット版（第1話）は『白雪姫』の結末から始めることになった。
エピソード構成のテンプレートとして作られたパイロット版に従い、その後の各エピソードには『LOST』と同様のフラッシュバックが挿入され、キャラクターたちが失ったものや、おとぎの世界と現実世界の類似点が描かれる。
パイロット版にはゼペット、ピノキオ、グランピーなど、多くのキャラクターが同時に登場するシーンがある。ホロウィッツは「本作のストーリー作りにおける楽しみの1つは、さまざまなキャラクターたちを如何にこれまで見られなかった形で共演させるかを考えること」と語っている。
『LOST』との比較・類似点について、ホロウィッツとキッツィスは全く異なる番組を目指していると述べている。例えば、『LOST』の中心的テーマが「贖罪」であったのに対し、本作のそれは「希望」だという。また、『LOST』では「父性」に焦点が当てられていたのと対照的に、本作では「家族」や「母性」が強調されている。さらに、女性に関しては、いわゆる”damsel in distress”ではなく強い女性キャラクターが描かれている。

### 類似作品
おとぎ話の登場人物が現実世界に現れるという設定はこれが初めてではない。例えば、ABC系列で1987年から1988年にかけて放送された短命のシットコム『The Charmings』では、白雪姫とプリンス・チャーミングが現代にタイムトラベルする。また、2007年にはディズニーの自己パロディ映画『魔法にかけられて』も公開された。
特に、ビル・ウィリンガム作のアクション・ファンタジー・コミック『Fables』との類似性が同作のファンたちによって指摘され、物議をかもした。『Fables』では、おとぎ話の世界から追放されたキャラクターたちが現代のニューヨークを舞台に活躍する。実は同作のテレビ化は過去に2度検討されており、その2つめはABCによるものだった（2008年）。本作の脚本家たちは当初、関連性を否定し、その後、「少しだけ読んだことがあったかもしれない」と認めながらも、「同じ遊び場における異なる物語」と説明した。
この件について尋ねられたビル・ウィリンガムは、おとぎ話を題材とする作品は以前からあり、似たような企画が同時進行していたとしても不思議ではなく、『Once Upon a Time』は『Fables』の盗作と呼べるほど類似していないと答えた。また、本作の脚本家が最初に関連を完全否定したのは『Fables』を読んだことを本当に覚えていなかったためか、あるいは訴訟を恐れてのことだったのかもしれないと述べている。
おとぎ話のキャラクターが登場する現代ドラマでは、やはり2011年に放送開始となった『GRIMM/グリム』もある。

### キャスティング

#### 当初のキャスティング
パイロット版のキャスティングにおいて、製作側が脚本を送ったメインキャストの第1候補俳優の全員が出演を承諾した。ブルー・フェアリー（準レギュラー）の役はレディー・ガガにオファーしたが、無返答だった。
ジニファー・グッドウィン（白雪姫 / メアリー・マーガレット・ブランチャード 役）
ジニファー・グッドウィンは『Big Love』（HBO局）の仕事を終えて間もなく、本作への出演が決まった。『Big Love』終了後、向こう1年に製作される多数の映画の脚本を読んだがどれも気乗りがせず、テレビドラマのパイロット脚本を読んでみたがやはり「これがやりたい」と思うものがなかった。そのような状況の中で本作のパイロット脚本を読んだところ、「これは絶対にやらなければいけない」と思ったという。グッドウィンは実は以前から「いつか白雪姫の役をやりたい」と公言していたが、本作の白雪姫は『グリム童話』版やディズニー版などで出来上がっていたイメージから抜け出した活動的かつ視聴者にとって身近な新しいキャラクターになっており、それを演じられることに喜びを感じると語っている。なお、ホロウィッツとキッツィスは『Big Love』の大ファンでもあり、グッドウィンを頭に描きながら白雪姫の登場シーンを書いたという。
ジョシュ・ダラス（プリンス・チャーミング / デヴィッド・ノーラン 役）
ジョシュ・ダラスは本作のプリンス・チャーミングについて、従来よりも現実的・人間的なキャラクター設定が気に入っていると述べている。チャーミングには人民にとっての王子として王国を統治する務めがあるとともに、家族も守らなければならず、普通の人間としてスノーと大恋愛をする。
ジェニファー・モリソン（エマ・スワン 役）
2011年3月、ジェニファー・モリソンが主人公エマ・スワン役として発表された。彼女は自分のキャラクターについて「赤ん坊の時に捨てた、やや感情的障害を持つ息子ヘンリーを助ける」「おとぎ話の世界が実在するとはまだ信じていない」役柄だと説明した。
ジャレッド・S・ギルモア（ヘンリー・ミルズ 役）
エマの配役と同時に、彼女の息子ヘンリーをジャレッド・S・ギルモア（『マッドメン』）が演じることが発表された。
ラナ・パリラ（悪い女王 / レジーナ・ミルズ 役）
2011年2月、ラナ・パリラが”悪い女王”ことレジーナを演じると発表された。彼女は自分のキャラクターについて、悪い女王と養母としての2つの物語が描かれる中で、養母なら誰でも感じるであろう「実母に息子を奪われるかもしれない」という脅威が感情移入に繋がるのではないかと述べた。
ロバート・カーライル（ルンペルシュティルツキン / ミスター・ゴールド 役）
2011年3月、ロバート・カーライルがルンペルシュティルツキンを演じることが発表された。このキャラクターはカーライルを想定して作られたが、まさか出演を承諾してくれるとは思わなかったという。ホロウィッツは、カーライルの撮影初日の拘留シーンにおける演技は圧巻（mind-blowing）だったと語った。カーライルによるルンペルシュティルツキンを初めて見たジニファー・グッドウィンが文字通り跳び上がるほど凄かったという。

#### 第2シーズンのキャスティング
第2シーズンに向け、ルビー（赤ずきん）役のミーガン・オリーおよびベル役のエミリー・デ・レイヴィンが、それぞれレギュラー・キャストに昇格することが発表された。
また、サラ・ボルジャー演じるオーロラ姫と、ジェイミー・チャン演じるムーラン、そしてジュリアン・モリス演じるフィリップ王子、コリン・オドナヒュー演じるフック船長、マイケル・レイモンド＝ジェームズ演じるニール（ベイルファイア）が、新たに脇役として加わった。
2012年2月、ジャンカルロ・エスポジート（魔法の鏡 / シドニー・グラス 役）がNBC系列の新番組パイロット『レボリューション』に出演するという発表があった。同5月に放送された本作の第1シーズン最終話では、シドニー・グラスが閉鎖病棟入りしたことが示唆されている。結局、エスポジートは『レボリューション』への出演を優先することになり、本作の第2シーズンには出演していないが、総集編特番『Once Upon a Time: Magic Is Coming』ではナレーターを務めた。
2012年10月、オドナヒューが第2シーズン第14話よりレギュラー・キャストに昇格すると発表された。

#### 第3シーズンのキャスティング
第3シーズンに向け、マイケル・レイモンド＝ジェームズ（ベイルファイア / ニール 役）のレギュラー昇格が発表された。
ミーガン・オリー（赤ずきん / ルビー 役）はCBS系列の新番組『Intelligence』にレギュラー出演することになったため、本作への出演予定はない（ゲスト出演の可能性はあり）。
シンカ・ウォールズ演じるランスロットが第3シーズンにも登場するという報道があるが、製作側は否定している。
2013年7月11日、『レボリューション』にレギュラー出演中のジャンカルロ・エスポジートが本作の第3シーズン序盤にゲストとして再出演することが発表された。そして、第3シーズン弟2話「Lost Girl」（2013年10月3日放送）のフラッシュバック・シーンに魔法の鏡としてゲスト出演した。
2013年7月16日、ピーター・パン役がミニシリーズ『Pinocchio』（2008年）でピノキオを演じたロビー・ケイに決定したことが報道された。同7月25日、ローズ・マクアイヴァーがティンカーベルとして出演することが明らかとなった。
2013年7月20日、サンディエゴ・コミコン（SDCC）の『ワンス・アポン・ア・タイム』パネル・セッションで上映された第3シーズンのティーザー予告編に、リロイ / グランピーのフォークを盗んで泳ぎ去るアリエルが登場した。同8月16日、ジョアンナ・ガルシアがアリエルを演じることが明らかとなった。アリエルの登場は第2シーズンの初めから検討されていたという。アリエルは、第3シーズン第6話より最低2回登場した。なお、予告編ビデオではストーリーブルックの海辺に登場しているが、初登場シーンは別の場所になる見込みである。
2013年SDCCではスピンオフ『ワンス・アポン・ア・タイム・イン・ワンダーランド』のパネル・セッションも行われ、ナヴィーン・アンドリュースがジャファー役で出演することが発表されて本人がサプライズ登場した。
ジェファーソン / 狂った帽子屋役のセバスチャン・スタンは『ワンス・アポン・ア・タイム・イン・ワンダーランド』のパイロット版に出演しなかった。スタンは劇場映画『キャプテン・アメリカ/ウィンター・ソルジャー』の撮影で多忙のため、本作には登場を果たせなかった。
本作の第2シーズンでコーラ / ハートの女王を演じたバーバラ・ハーシーは『ワンス・アポン・ア・タイム・イン・ワンダーランド』のフラッシュバック（過去のワンダーランド）に同じ役で出演した。

### オープニング映像
オープニング映像は、夜の森を背景に番組タイトルが表示される1カットのみである。背景映像は毎回異なり、各回に登場する魔物、キャラクター、特殊アイテム、建物などが表示される。

## 設定

### 舞台設定

#### 魔法の森
第4シーズン終了時点において、魔法の森（the Enchanted Forest）の正確な規模や境界線は明らかではない。おとぎの世界（Fairy Tale Land）という表記もABCの公式サイトでも見られるが、「Fairy Tale Land」や「the colorless world」という名称は劇中のセリフには出て来ない。
プロデューサーのジェーン・エスペンソンは、「Fairy Tale Land」という通称と劇中の「the Enchanted Forest」は同じ場所を指すと説明している。ただし、森に暮らしていた頃のスノーの台詞に「別の森の人が（弓術を）教えてくれた」というものがあり、またロビン・フッドはシャーウッドの森から特にポータルを通らずに魔法の森に出没している。さらに、アナもポータルを利用せずに、アレンデールから魔法の森へ移動している。そのためこれらの世界は全ておとぎの世界の範囲内だと考えられる。
また、複数の地続きの王国・領地の存在が示唆されている。以下、全てが魔法の森の境界内に属するかどうかは不明瞭だが、ポータルを使用せずに行ける領域の王あるいは長として知られている人物を挙げる。
- レオポルド王 - スノーの父。エヴァ王妃（スノーの実母）に死なれた後、レジーナと結婚。レオポルドの死後はレジーナ王妃が女王になる。
- エグゼビア王 - ヘンリー王子の父でコーラの義父。つまり、レジーナの父方の祖父にあたる。なお、ヘンリーが王子として描かれる（エグゼビア王が初登場する）のは第2シーズン第16話 "The Miller's Daughter" だが、公式サイトの説明ではヘンリーはレオポルド王の王国に住む貴族だったとされている[94]。
- ジョージ王 - ジェームズ王子（チャーミングの双子兄弟）の養父。ジョージ王の王国はチャーミングとスノーが引き継ぐ。
- マイダス王（ミダース王） - アビゲイル姫の父。
- サー・モーリス - ベルの父。
- 名称不明 - エヴァ姫（後のエヴァ王妃）の親。
- 名称不明 - トーマス王子の親。つまり、シンデレラの義父母。
- 名称不明 - オーロラ姫の親。
- 名称不明 - フィリップ王子の親。
- 名称不明 - ムーランが仕えていた皇帝。
- クイーン・エルサ - アレンデールの女王。

ランスロットはかつてアーサー王に仕えていたとされるが、詳細は第2シーズン終了時点では明かされていない。
巨人の国は雲の上にあり、行くためには魔法の豆の木を登る。レジーナの呪いの魔法やコーラの結界魔法の影響を受けていたかどうかは不明。

#### 現実世界
現実世界は「魔法のない世界」と呼ばれており、魔法の森からこの世界に来る方法は限られている。シーズン4終了までに、魔法の森から現実世界へ行く方法として使われたポータルには、ゼペットが作った魔法のタンス、魔法の豆、魔法使いの弟子による扉などがあるが、その極め付きが悪の魔法である。悪の女王がかけた呪いによって、現実世界に新たにストーリーブルックが創りだされた。
ストーリーブルックは本作独自の架空の小さな港町で、アメリカ合衆国メイン州にあるという設定である。1983年、レジーナの呪いの魔法によって森の中に忽然と出現した。閉じられた時間の中に存在し、街並みや自動車の型なども1983年当時から変化していない。街に繋がるルートは森の中の一本道で、境界の道端に「Welcome to Storybrook」（外側）/「Leaving Storybrook」（内側）という看板がある。また、港にはヨットなどが停泊している。
住民（ヘンリーを除く）は全く歳を取らず、どうやってそこに住むようになり、お互いにどうやって知り合ったのかも覚えておらず、それを気にする様子もない。彼らはストーリーブルックから出ることができず、出ようとすると必ず妨げが起こる。例えば、キャスリン（アビゲイル姫）は車をぶつけて行方不明となり、アシュリー（シンデレラ）は産気付く。ルビー（赤ずきん）も街を出たいと思っているが、祖母が病弱のため実現しない。しかし、ヘンリーがEメール・アカウントを持っていたり、メアリー・マーガレットのクレジットカードが（ヘンリーによって）ボストンで使用される描写もある。
住民の中には呪いの影響を受けていない者もいる。例えば、呪いの発動後に現実世界で生まれたヘンリーは、第1話でボストンにいるエマを訪れている。エマ、ニール（ベイルファイア）、オーガスト（ピノキオ）はおとぎの世界で誕生したが、呪いの発動前に現実世界に来ていたため、呪いの影響を受けていない。レジーナ（悪い女王）、ミスター・ゴールド（ルンペルシュティルツキン）、ジェファーソン（狂った帽子屋）はおとぎの世界の記憶を持っており、呪いについても承知している。魔法は誰も使えないが、レジーナの心臓コレクションはおとぎの世界と同様に機能している。また、レジーナとジェファーソンが協力して帽子の効力を再現し、おとぎの世界から呪いのリンゴを入手する場面がある（「An Apple Red as Blood」）。
エマがストーリーブルックに現れると呪いが弱まり始め、時間が流れ出す。これは、地球の裏側にいるオーガストにも影響を与える。この呪いが解けると、全住民が元の世界の記憶を取り戻すが、街の境界線から踏み出すと再びストーリーブルックの住民としての記憶しか思い出せなくなる。魔法薬の助けで記憶を保持したまま街の外に出ることも可能だが、それでも街の外では魔法が使えない。
呪いが解けたことにより、外部の人もストーリーブルックに入れるようになるが、街の存在は地図などに載っていないため、過去に訪れた、もしくは街の存在を知っている人しか入ってくることはない。

### その他の世界
魔法の森、現実世界と地続きになっておらず、ポータルを利用しなければいけない世界は複数存在する。総集編特番『Once Upon a Time: The Price of Magic』におけるエドワード・キッツィスとアダム・ホロウィッツによる解説では、スノーやレジーナたちの故郷は「Fairy Tale Land」（おとぎの世界）と呼ばれ、フランケンシュタイン博士のモノクロ世界（「the colorless world」）はおとぎの世界に含まれないとしている。
たとえば、不思議の国（ワンダーランド）に行くためにはポータルが必要である。狂った帽子屋がレジーナに「ワンダーランドに行く時には、同じ人数しか戻って来られない」と説明している。『ワンス・アポン・ア・タイム・イン・ワンダーランド』では、白ウサギが自在にどこにでもウサギ穴を開けることができ、現代のストーリーブルックやヴィクトリア朝のイギリスからワンダーランドに行く描写がされている。また、『ワンス・アポン・ア・タイム・イン・ワンダーランド』の第3話では、マレフィセントの手鏡を使って魔法の森からワンダーランドへのポータルを開くシーンがある。
第3シーズン第1話の劇中で、ネバーランドが魔法の森に含まれないということが明言されている。ネバーランドに行くためは、海を渡るか空を飛ぶか、あるいはポータルを利用する必要がある。空飛ぶ影が現実世界のロンドンに出現するようになったのは、ベイが魔法の森から現れたのとほぼ同時だが、ベイが使ったポータルが閉じているにもかかわらず、空飛ぶ影はネバーランドに自由に行き来できる。第3シーズン第3話では、空飛ぶ影がネバーランドと魔法の森を往復している。ネバーランドにはピーター・パンとその配下のザ・ロストボーイズの他、人魚やフェアリーも住んでおり、住人たちは歳を取らない。そして、ルンペルシュティルツキンいわく「想像力が暴走する」世界である。第3シーズン第5話のフラッシュバックには、ペガサスの翼を装備した帆船が空を飛び、魔法の森側の海からネバーランド側の海に行く描写がある。
それ以外には、オズの世界、モノクロ世界、さらにクルエラのいた1920年代のイギリスの世界などが存在する。これらはポータルを通る必要があり、オズの世界へは竜巻やルビーの靴、モノクロ世界へは狂った帽子屋が帽子で作ったポータル、1920年代のイギリスへは作者のペンを使うことで移動をしている。

## 反響・評価

### 評論
Metacriticでは、100点満点中平均66点という「おおむね良い評価」を得た。
『E!』のクリスティン・ドス・サントスは、アメリカの2011-2012年テレビシーズンにおける「オススメ新番組5本」の1つに本作を挙げた。
『ボストン・グローブ』紙の Matthew Gilbert は「2人の『LOST』プロデューサーによるこの作品は、極端な好き嫌いを問う命題である。グッドウィン演じる白雪姫やパリラ演じる悪い女王を現代のキャラクターとして想像してもらおうという意気込みは素晴らしい。一方、モリスンは主役としてぎこちなく、おとぎ話をランダムに集めたバックストーリーにはあまり期待が持てない」として、”C+”の評価を与えた。
テレビ評論家の Gail Pennington は『St. Louis Post-Dispatch』紙のインタビューにおいて、本作を「2011年秋の最も期待できる番組」の1つに挙げ、 Gilbert とは逆にモリスンを高評価した。『USA Today』紙の Robert Blanco は「このような番組は他に放送されていない」と断言し、本作を新番組トップ10に入れた。
『ロサンゼルス・タイムズ』の Mary McNamara は、本作は魅力をじっくりと醸し出すように巧妙に仕組まれているとし、同じくおとぎ話をモチーフとする2011年秋の新番組『GRIMM/グリム』より高く評価した。また、モリスン演じるエマについても、キャラクターが置かれた立場上、当然のことながらシニカルでとげとげしいものの、視聴者を引き付けておくのに十分な知性と快活さを備えていると評した。
本作はフェミニスト系の記者からも好評を博している。『Bitch』誌の Avital Norman Nathman は、物語にフェミニスト的感性が吹き込まれているところが良いと述べた。Feministing.com の Genie Leslie は、エマを「イカす奴」（badass）と評し、「女性として自分の人生や子供について自分で決めることに拘る」ところや「バランスが取れていて、女性的だが少女っぽくない」ところが良いと述べた。『Ms.』誌の Natalie Wilson は、本作では主人公を含む複数の強い女性キャラクターが活躍し、”真の愛”や母親像が新しい視点から描かれていることなどを称賛した。

### 視聴率・視聴者数
パイロット版（第1話）はMLBワールドシリーズと『NBCサンデーナイトフットボール』の両者の裏番組として放送されながら約1280万人ないし1293万人の視聴者を獲得し、18–49歳層では4.0/10 (rating/share)の視聴率を記録した。これはアメリカの2011年-2012年テレビシーズンの新ドラマ番組の第1話としては18-49歳層でトップであり、ABC系列としても過去5年間で最高のデビューとなった。DVR視聴も含めると、視聴者数は約1548万人、18–49歳層のratingは5.2まで上昇した。
第2話から第4話にかけても安定した成績を挙げ、それぞれ1100万人以上の視聴者を獲得した。そして、日曜夜の非スポーツ番組としてはトップとなった。
2011年-2012年のシーズン番組ランキングにおいては、18-49歳層の rating/share で第16位（4.1/10）、総合視聴者数では第26位（1171.4万人）に着け、新ドラマ番組としてはトップであった。
| Season | 放送枠 (東部標準時) | 話数 | シーズン第1話  | シーズン第1話         | シーズン最終話 | シーズン最終話        | テレビシーズン | 順 位 | 視聴者数 （万人単位） | 18–49歳層 (順位) | Live+DVR合計 |
| Season | 放送枠 (東部標準時) | 話数 | 日付           | 視聴者数 （万人単位） | 日付           | 視聴者数 （万人単位） | テレビシーズン | 順 位 | 視聴者数 （万人単位） | 18–49歳層 (順位) | Live+DVR合計 |
| ------ | ------------------- | ---- | -------------- | --------------------- | -------------- | --------------------- | -------------- | ----- | --------------------- | ---------------- | ------------ |
| 1      | 日曜 20:00 - 21:00  | 22   | 2011年10月23日 | 1293                  | 2012年5月13日  | 966                   | 2011-2012      | #28   | 1171                  | 4.1/10 (#16)     | 1247         |
| 2      | 日曜 20:00 - 21:00  | 22   | 2012年9月30日  | 1136                  | 2013年5月12日  | 733                   | 2012-2013      | #35   | 1024                  | 3.6/9 (#17)      | 1091         |
| 3      | 日曜 20:00 - 21:00  | 22   | 2013年9月29日  | 852                   | 2014年5月11日  | 680                   | 2013-2014      | #35   | 938                   | 3.3/8 (#12)      | 961          |
| 4      | 日曜 20:00 - 21:00  | 23   | 2014年9月28日  | 947                   | 2015年5月10日  | 551                   | 2013-2014      | TAB   | TAB                   | TAB              | TAB          |

### 受賞・ノミネート
『Once Upon a Time』は第38回ピープルズ・チョイス・アワード（開催は2012年1月、対象は2011年発表作品）にて新テレビドラマ賞にノミネートされたが、同賞は『PERSON of INTEREST 犯罪予知ユニット』が受賞した。第39回ピープルズ・チョイス・アワード（開催は2013年1月、対象は2012年発表作品）ではネットワーク・テレビドラマ賞、SFファンタジー・テレビドラマ賞、テレビファン信奉者賞、テレビドラマ女優賞（ジニファー・グッドウィン）にノミネートされたが、ネットワーク・テレビドラマ賞は同じくABC系列の『グレイズ・アナトミー 恋の解剖学』、SFファンタジー・テレビドラマ賞は『スーパーナチュラル』、テレビドラマ女優賞はエレン・ポンピオがそれぞれ受賞した。
2011年サテライト賞においては、ジャンルシリーズ賞にノミネートされたが、『American Horror Story』に敗北を喫した。翌年の2012年サテライト賞でも同じ部門でノミネートされたが、そちらは『ウォーキング・デッド』が受賞することになった。
2012年視覚効果協会賞では3部門でノミネートされたが、『ボードウォーク・エンパイア 欲望の街』と『Gears of War 3』と『Terra Nova 〜未来創世記』に受賞をさらわれ無冠となった。
第38回サターン賞においては、ネットワークテレビシリーズ賞とテレビ助演女優賞（ラナ・パリラ）にノミネートされたが、それぞれ『FRINGE/フリンジ』とミシェル・フォーブスに勝利を譲ることになった。第39回サターン賞でも続けてネットワークテレビシリーズ賞にノミネートされたが、同賞は『レボリューション』が受賞した。
2012年、『TV GUIDE』誌より、新テレビドラマ賞と悪役賞（ラナ・パリラ）のトロフィーを受け取った。
2012年ティーン・チョイス・アワードでもノミネートされたが、『ヴァンパイア・ダイアリーズ』と『プリティ・リトル・ライアーズ』と『Awkward』に敗北した。
第64回プライムタイム・エミー賞ではクリエイティブアート・エミー賞にノミネートされたが、『ゲーム・オブ・スローンズ』と『ウォーキング・デッド』が受賞することになった。

## スピンオフ
2013年3月、ルイス・キャロル作『不思議の国のアリス』を題材とするスピンオフ、『ワンス・アポン・ア・タイム・イン・ワンダーランド』の製作が発表された。企画に携わったのはエドワード・キッツィスとアダム・ホロウィッツ、およびザック・エストリンとジェーン・エスペンソンである。
2013年5月10日、スピンオフの正式採用が発表された。当初は本家の放送が小休止となる冬季のみの代替放送が示唆されていたが、同5月14日に発表された秋のラインナップに入っている。
元々は、本家に登場する狂った帽子屋に焦点を当てた物語として考案されたが、最終的にはアリス（本家では未登場）が主人公に決定した。第1話にはストーリーブルックのシーンもある。

## 関連商品

### サウンドトラック
2012年2月14日、ABCスタジオより、マーク・アイシャム作曲によるEPアルバム『Once Upon a Time (Music from the TV Series) - EP』（4曲入り）がiTunes向けに発売された。
2012年5月1日、Intrada Recordsより、25曲収録のフル・アルバム『Once Upon A Time: Original Television Soundtrack』が発売された。Intrada盤のジャケットは5種類（エマ、スノー、チャーミング、レジーナ、ランプルスティルトスキン）ある。
収録曲
※太字はEPアルバムにも収録。
1. Once Upon a Time Orchestral Suite (4:13)
2. Henry's Proposal (1:17)
3. The Queen's Curse (2:46)
4. Jiminy Cricket (3:11)
5. Dealing With Rumplestiltskin (3:26)
6. Belle's Story (2:37)
7. Dwarves (2:45)
8. The Huntsman (4:31)
9. Things Are Changing In Storybrooke (1:47)
10. Cinderella (1:44)
11. Wedding Dance (1:21)
12. Advising Ashley (2:26)
13. If The Shoe Fits (1:35)
14. Unhappy Endings (3:46)
15. Emma And Henry (1:43)
16. The Siren (5:07)
17. The Man With The Wooden Box (1:11)
18. Hope Will Return (1:48)
19. Rumplestiltskin In Love (2:19)
20. The Genie's Wishes (1:58)
21. The Road To True Love (2:50)
22. The Family Compass (2:00)
23. Burn The Witch (2:34)
24. What The Queen Loves Most (2:30)
25. The Clock Moves (1:12)

合計収録時間 - 62分54秒

### 映像ソフト
第1シーズン
| Once Upon a Time - The Complete First Season                                                                  | | | | | |
| Set Details                                                                                                   | Set Details                                                                                                   | Set Details                                                                                                   | Special Features | Special Features | Special Features |
| - 22 Episodes - R1: 5-Disc Set R2: 6-Disc Set - 英語（ドルビーデジタル 5.1chサラウンド） - Audio Commentaries | - 22 Episodes - R1: 5-Disc Set R2: 6-Disc Set - 英語（ドルビーデジタル 5.1chサラウンド） - Audio Commentaries | - 22 Episodes - R1: 5-Disc Set R2: 6-Disc Set - 英語（ドルビーデジタル 5.1chサラウンド） - Audio Commentaries | - Fairy Tales in the Modern World - Tell Me a Story - Building Character - Noble Creatures - Deleted Scenes - Easter Eggs - (Blu-rayのみ) Once Upon a Time: Origins | - Fairy Tales in the Modern World - Tell Me a Story - Building Character - Noble Creatures - Deleted Scenes - Easter Eggs - (Blu-rayのみ) Once Upon a Time: Origins | - Fairy Tales in the Modern World - Tell Me a Story - Building Character - Noble Creatures - Deleted Scenes - Easter Eggs - (Blu-rayのみ) Once Upon a Time: Origins |
| 発売日 | | | | | |
| リージョン1                                                                                                   | リージョン1                                                                                                   | リージョン1                                                                                                   | リージョン2 | リージョン2 | リージョン2 |
| 2012年8月28日                                                                                                 | 2012年8月28日                                                                                                 | 2012年8月28日                                                                                                 | 2012年11月12日 | 2012年11月12日 | 2012年11月12日 |

Boxセット発売に先駆ける2012年2月14日、ターゲット（量販店の名称）限定で、最初の5話のみを収録した『Once Upon a Time: Chapter One』というDVDが発売された。
第2シーズン
DVD（リージョン1）および Blu-ray（リージョンA）が2013年8月13日に発売。5枚セットに本編の全22話および下記の特典が収録される予定である。
- Audio Commentaries
- Sincerely, Hook
- Girl Power
- A Fractured Family Tree
- The Fairest Bloopers of Them All
- Deleted Scenes

### 小説
Reawakened: A Once Upon a Time Tale
第1シーズンのストーリーを、現実世界ではエマの視点、おとぎの世界では白雪姫の視点から描く小説版。ディズニー傘下の Hyperion 社より電子書籍版が2013年4月28日、ペーパーバック版が同5月7日に発売された。著者は Odette Beane。

### グラフィックノベル
Once Upon a Time: Shadow of the Queen
おとぎの世界を舞台とする番外編で、悪い女王に心臓を取られた後のザ・ハンツマンを描く。2013年9月4日、電子書籍版とハードカバー版が同時発売予定。ストーリーは Dan Thomsen と Corinna Bechko 、作画は  Nimit Malavia 、Vasilis Lolos 、Mike Del Mundo 、Stephanie Hans と Mike Henderson による。